# Georges Kerfyser
Georges Kerfyser, né le 29 octobre 1923 à Paris (14e arrondissement) et mort le 11 juillet 2001 à Sisteron, est un illustrateur français.

## Biographie
Georges Kerfyser étudie à l’École des arts décoratifs de Paris. Il devient directeur artistique chez Columbia Pictures (France), pour qui il réalise de nombreuses affiches, dont certaines restent emblématiques comme celles pour Le Pont de la rivière Kwaï (1957) et Lawrence d’Arabie (1963) de David Lean, ou encore Les Bijoutiers du clair de lune (1958) de Roger Vadim, La Clé (1958) et Notre agent à La Havane (1960) de Carol Reed, Huit et demi (1963), de Federico Fellini, Blow-Up (1966) de Michelangelo Antonioni, Casino Royale (1967), et La Dernière Femme (1976) de Marco Ferreri. Il participe également à l’organisation du Festival de Cannes.

## Affiches de cinéma
Remarquable par son extrême souplesse et un souci constant d’efficacité dans ses choix esthétiques et rhétoriques, le graphisme publicitaire de Georges Kerfyser est souvent caractérisé par un usage très expressif du rapport fond/forme : les visages des acteurs, ou le motif principal de l’affiche, semblent dynamiquement surgir, par un raccord subtil, d’un fond généralement monochrome.
- 1948 : Le Mannequin assassiné, de Pierre de Hérain

### Années 1950
- 1950 : 
  - Fusillé à l'aube, d'André Haguet
  - Une Nuit de noces, de René Jayet
- 1951 :
  - Trafic sur les dunes, de Jean Gourguet
  - Le vrai coupable, de Pierre Thévenard
- 1952 :
  - Quand la chair est faible, de Per Lindberg
  - Si ça vous chante, de Jacques Loew
- 1953 :
  - Les hommes préfèrent les blondes, de Howard Hawks
  - La Tournée des grands ducs, d'André Pellenc
  - Les vacances finissent demain, de Yvan Noé
- 1954 :
  - L'aventure est au fond de la mer, de Hans Hass
  - Héritages et vieux fantômes, de Mario Zampi
- 1955 :
  - Ça va barder, de John Berry
  - Double Destin, de Victor Vicas
  - Picnic, de Joshua Logan
- 1956 : La Loi des rues, de Ralph Habib
- 1957 :
  - Amère Victoire, de Nicholas Ray
  - Le Bal des cinglés, de Richard Quine
  - Le Fort de la dernière chance, de George Marshall
  - Hommes et Loups, de Giuseppe De Santis
  - Le Scandale Costello, de David Miller
  - Les soucoupes volantes attaquent, de Fred F. Sears
  - Quatre pas dans les nuages (Sous le ciel de Provence), de Mario Soldati
  - Une Cadillac en or massif, de Richard Quine
- 1958 :
  - Les Bijoutiers du clair de lune, de Roger Vadim
  - Bonjour tristesse, de Otto Preminger
  - La Brigade des bérets noirs, de Terence Young
  - La Clé, de Carol Reed
  - Cow-boy, de Delmer Daves
  - Le crime était signé, de John Guillermin
  - La Forêt interdite, de Nicholas Ray
  - Moi et le colonel, de Peter Glenville
  - Le Pont de la rivière Kwaï, de David Lean
  - Le Salaire de la violence, de Phil Karlson
  - Les Trafiquants de la nuit, de Ken Hughes
- 1959 :
  - L'Ange bleu, d'Edward Dmytryk
  - Autopsie d'un meurtre, de Otto Preminger
  - Deux hommes dans Manhattan, de Jean-Pierre Melville
  - L'Increvable, de Jean Boyer
  - Pêcheur d'Islande, de Pierre Schoendoerffer
  - Train, Amour et Crustacés, de Richard Quine

### Années 1960
- 1960 :
  - Les Aventures d'Aladin, de Jack Kinney
  - Le Bal des adieux, de Charles Vidor
  - Chérie recommençons, de Stanley Donen
  - Contre-espionnage, de André de Toth
  - Coulez le Bismarck !, de Lewis Gilbert
  - Les Dessous de la millionnaire, d'Anthony Asquith
  - Du haut de la terrasse, de Mark Robson
  - L'Homme des fusées secrètes, de J. Lee Thompson
  - Les Hors-la-loi, de James B. Clark
  - Liaisons secrètes, de Richard Quine
  - Le Milliardaire, de George Cukor
  - Notre agent à La Havane, de Carol Reed
  - Qui était donc cette dame ?, de George Sidney
  - La souris qui rugissait, de Jack Arnold
  - Un cadeau pour le patron, de Stanley Donen
- 1961 :
  - Le Dernier des Vikings, de Giacomo Gentilomo
  - Le Grand Risque, de Richard Fleischer
  - Interrogatoire secret, de Jack Lee
  - Les Mauvais coups, de François Leterrier
  - Les Moutons de Panurge, de Jean Girault
  - Les Pirates de la nuit, de John Gilling
- 1962 :
  - Allô, brigade spéciale, de Blake Edwards
  - La Chambre indiscrète, de Bryan Forbes
  - L'Inquiétante Dame en noir, de Richard Quine
  - Lawrence d'Arabie, de David Lean
  - Miracle à Cupertino, d'Edward Dmytryk
  - Le monde comique de Harold Lloyd, de Harold Lloyd
  - La Rue chaude, d'Edward Dmytryk
  - Les Trois Stooges contre Hercule, d'Edward Bernds
- 1963 : Huit et demi, de Federico Fellini
- 1964 :
  - Bande à part, de Jean-Luc Godard
  - Le Cardinal, d'Otto Preminger
  - Docteur Folamour, de Stanley Kubrick
  - Les Drakkars, de Jack Cardiff
  - Et vint le jour de la vengeance, de Fred Zinnemann
  - Le Monde sans soleil, de Jacques-Yves Cousteau
  - Point limite, de Sidney Lumet
  - Une femme mariée, de Jean-Luc Godard
- 1965 :
  - Le Bonheur, d'Agnès Varda
  - Les Trois Stooges contre les hors-la-loi, de Norman Maurer
- 1966 :
  - Les Créatures, d'Agnès Varda
  - Lord Jim, de Richard Brooks
  - Masculin féminin, de Jean-Luc Godard
  - La Nuit des généraux, d'Anatole Litvak
  - La Poursuite impitoyable, d'Arthur Penn
  - Les Professionnels, de Richard Brooks
- 1967 :
  - Blow-Up, de Michelangelo Antonioni
  - Casino Royale, de Val Guest, Kenneth Hughes, John Huston, Joseph McGrath et Robert Parrish
- 1968 : Anzio, d'Edward Dmytryk
- 1969 : Fleur de cactus, de Gene Saks

### Années 1970
- 1970 :
  - Le Cinéma de papa, de Claude Berri
  - La Dame dans l'auto avec des lunettes et un fusil, d'Anatole Litvak
  - Enquête sur un citoyen au-dessus de tout soupçon, d'Elio Petri
  - Le Pistonné, de Claude Berri
- 1971 :
  - La Poudre d'escampette, de Philippe de Broca
  - Raphaël ou le Débauché, de Michel Deville
- 1972 :
  - Chère Louise, de Philippe de Broca
  - Les Cow-boys, de Mark Rydell
  - Les Griffes du lion, de Richard Attenborough
- 1973 : Le Conseiller, d'Alberto De Martino
- 1974 :
  - Le Dossier Odessa, de Ronald Neame
  - Flagellations, de Pete Walker
  - Un justicier dans la ville, de Michael Winner
- 1976 : La Dernière Femme, de Marco Ferreri

### Années 1980
- 1980 :
  - Cobra, d'Enzo G. Castellari
  - Quelque part dans le temps, de Jeannot Szwarc
- 1981 : Le Fantôme de Milburn, de John Irvin
- 1982 : Police frontière, de Tony Richardson
- 1984 : Les Voleurs de la nuit, de Samuel Fuller